# Google Chrome
Google Chrome je web preglednik koji razvija američka tvrtka Google. Stabilna inačica dostupna je za Microsoft Windows, Mac OS X i Linux operacijske sustave. Preglednik upotrebljava Appleov WebKit layout engine za prikazivanje web stranica. Beta inačica aplikacije je izdana 2. rujna 2008. godine, a konačna stabilna verzija je uslijedila 11. prosinca 2008. Naziv dolazi od imena okvira grafičkog korisničkog sučelja (tzv. chrome) prisutnog kod web preglednika.
U rujnu 2008. Google je učinio dostupnim cjeloviti izvorni kôd aplikacije, uključujući i V8 JavaScript engine, pod nazivom Chromium. To omogućuje ostalim programerima da pregledaju sav kôd Chrome te da doprinesu u razvoju Mac OS X i Linux inačica. Dio kôda koji je razvio Google dostupan je pod BSD licencijom što znači da se može inkorporirati u aplikacije otvorenog, ali i zatvorenog kôda. Chromium sadrži istu funckionalnost kao i Chrome, no bez Googleova brandinga, automatskog ažuriranja te s drugačijim logotipom.
Neke od značajaka Chrome preglednika su Incognito mod pregledavanja, vrlo brzo izvršavanje JavaScript kôda (zahvaljujući WebKit-u), jednostavno sučelje, te u kasnijim inačicama dodaci (extensions), teme te mogućnost sinkroniziranja zabilježaka s Google korisničkim računom. Prethodno navedeni Incognito mod su ubro preuzeli drugi web preglednici kao što su Mozilla Firefox, Internet Explorer i Safari, dok Opera dobiva isti s inačicom 10.50.
Google je također izdao inačicu Chromea pod nazivom Chrome frame koja omogućava korištenje istoga unutar Internet Explorera.
Od svibnja 2012. Google Chrome je web preglednik s najvećim udjelom na tržištu.

## Galerija
- Proširenja za Google Chrome
- Teme za Google Chrome
- Nova kartica
- Sinkroniziranje oznaka
- Anoniman prozor

## Vanjske poveznice
- Službena web-stranica
- Trgovina proširenja i tema za Google Chrome
- Blog projekta Chromium